# Rano Kau

Kaart

De Rano Kau (ook wel Rano Kao) is een dode schildvulkaan met een maximale hoogte van 324 m boven de zeespiegel, gelegen in het zuidwesten van Paaseiland. Het gesteente werd gedateerd op een ouderdom van ongeveer 1 miljoen jaar. De krater is 200 m diep en ontstond na de instorting van de vulkanische top. Deze krater heeft een middellijn van 1,6 km en is daarmee de grootste krater op Paaseiland. De rand van de krater is in het zuidwesten, aan de zeekant, een stukje afgebroken. De eilandjes Kaokao Motu, Motu Iti en Motu Nui zijn waarschijnlijk de resten van nevenvulkaantjes van de grote vulkaan.
Het kratermeer bestaat uit zoet water en is half dichtgeslibd. Hier groeit het totorariet (Schoenoplectus californicus of Scirpus californicus, cypergrassenfamilie). Dit riet groeide daar al voor de Polynesiërs er landden en is afkomstig van het Amerikaanse continent. Het riet werd door de oorspronkelijke bewoners van Paaseiland op vele manieren gebruikt, bijvoorbeeld voor de bouw van boten en als dakbedekking.
Op Rano Kau zijn verder de resten van het heiligdom Orongo (zie kaartje) te zien, hier stonden 53 huizen en er zijn tal van rotstekeningen (petrogliefen) die te maken hebben met de Tangata Manu (vogelmancultus).
Nationaal park Paaseiland (Rapa Nui) · 
Kerken van Chiloé · 
Historische wijk van de havenstad Valparaíso ·
Salpetergroeves Humberstone en Santa Laura ·
Mijnstad Sewell ·
Qhapac Ñan, wegennetwerk van de Andes ·
Nederzetting en kunstmatige mummificatie van de Chinchorrocultuur in de regio's Arica en Parinacota